# Streepkopmuisspecht
De streepkopmuisspecht (Lepidocolaptes souleyetii) is een zangvogel uit de familie Furnariidae (ovenvogels).

## Verspreiding en leefgebied
Deze soort komt voor van Mexico tot Guyana en Peru en telt zeven ondersoorten:
- L. s. guerrerensis: westelijk Mexico.
- L. s. compressus: van zuidelijk Mexico tot westelijk Panama.
- L. s. lineaticeps: van centraal Panama tot noordelijk Colombia en westelijk Venezuela.
- L. s. littoralis: Santa Marta (Colombia), noordelijk en centraal Venezuela, Guyana, noordelijk Brazilië en  Trinidad.
- L. s. uaireni: zuidoostelijk Venezuela.
- L. s. esmeraldae: zuidwestelijk Colombia en westelijk Ecuador.
- L. s. souleyetii: zuidwestelijk Ecuador en noordwestelijk Peru.

## Status
De grootte van de populatie is in 2019 geschat op 0,5-5 miljoen volwassen vogels. Op de Rode lijst van de IUCN heeft deze soort de status niet bedreigd.